# 탬신 그레이그
탬신 그레이그(Tamsin Greig, 1966년 7월 12일 ~ )는 잉글랜드의 배우이다.

## 출연 작품
- 베스트 엑조틱 메리골드 호텔 2 (2015)
- 브레이킹 더 뱅크 (2014)
- 프라이데이 나이트 디너 시즌3 (2014)
- 에피소드 시즌2 (2012)
- 에피소드 시즌1 (2011)
- 타마라 드류 (2011)
- 아더 크리스마스 (2011)
- 판타스틱 우체국 (2010) - 미스 크립스록 역
- 쿠쿠 (2009)
- 엠마 (2009)
- 그린 윙 시즌1 (2004)
- 새벽의 황당한 저주 (2004)
- 할아버지의 치즈 (2003)
- 미란다 (2002)
- 퓨어 (2002)
- 블랙 북스 (2000)
- 로맨싱 커플 (1996)